# Reno Olsen
Reno Bent Olsen (* 19. Februar 1947 in Roskilde) ist ein ehemaliger dänischer Radrennfahrer. Er errang seine größten Erfolge auf der Bahn.

## Leben
1968 gewann Reno Olsen bei den Olympischen Spielen 1968 in Mexiko-Stadt die Goldmedaille in der Mannschaftsverfolgung, gemeinsam mit Per Lyngemark, Gunnar Asmussen, Peder Pedersen und Mogens Frey. Im Finale siegte der dänische Bahn-Vierer gegen das westdeutsche Team, da der deutsche Vierer in Führung liegend wegen „unerlaubten Anschiebens“ in der letzten Runde disqualifiziert worden war.
Bei den Olympischen Spielen 1972 in München startete Olsen in zwei Disziplinen. In der Mannschaftsverfolgung, diesmal mit Svend Erik Bjerg, Gunnar Asmussen und Bent Pedersen, verpasste er durch einen 13. Platz in der Qualifikation den Sprung ins Viertelfinale. In der Einerverfolgung erreichten Olsen ebenfalls den 13. Platz in der Qualifikation und verpasste somit auch hier den Einzug ins Viertelfinale.
Olsen gewann in seiner Karriere acht nationale Titel auf der Bahn. So wurde er 1966, 1967, 1968, 1972 und 1973 dänischer Meister in der Mannschaftsverfolgung sowie 1971, 1972 und 1973 in der Einerverfolgung. Bei der Mannschaftsverfolgungstiteln fuhr er 1966 und 1967 zusammen mit Jan Ingstrup-Mikkelsen, Preben Isaksson und Erling Laursen, 1968 mit Mogens Frey, Per Lyngemark und Peder Pedersen, 1972 mit Bent Pedersen, Per Lyngemark und Svend Erik Bjerg sowie 1973 mit Ivar Jakobsen, Bjarne Sørensen und Finn Clausen. Er gewann 1973 das Rennen The Golden Wheel, ein traditionsreiches internationales Bahnrennen in London.
Auf der Straße sicherte sich Olsen vier nationale Titel. So gewann er 1972 das Einzelzeitfahren und holte sich 1973 gleich drei Titel – im Straßenrennen, im Einzelzeitfahren und zusammen mit Junker Jørgensen, Ove Jensen und Niels Pedersen im Mannschaftszeitfahren.